# Lomtjärnen (Arvidsjaurs socken, Lappland, 730977-168278)
Lomtjärnen är en sjö i Arvidsjaurs kommun i Lappland och ingår i Piteälvens huvudavrinningsområde. Sjön har en area på 0,153 kvadratkilometer och ligger 305,4 meter över havet.

## Delavrinningsområde
Lomtjärnen ingår i det delavrinningsområde (730835-168363) som SMHI kallar för Utloppet av Östra Abborrtjärnen. Medelhöjden är 328 meter över havet och ytan är 6,77 kvadratkilometer. Räknas de 8 avrinningsområdena uppströms in blir den ackumulerade arean 49,38 kvadratkilometer. Abborrbäcken som avvattnar avrinningsområdet har biflödesordning 3, vilket innebär att vattnet flödar genom totalt 3 vattendrag innan det når havet efter 128 kilometer. Avrinningsområdet består mestadels av skog (59 procent) och sankmarker (17 procent). Avrinningsområdet har 0,88 kvadratkilometer vattenytor vilket ger det en sjöprocent på 12,9 procent.